# Серра-Рикко
Серра-Рикко (итал. Serra Riccò) — коммуна в Италии, располагается в регионе Лигурия, в провинции Генуя.
Население составляет 7981 человек (2008 г.), плотность населения составляет 305 чел./км². Занимает площадь 26 км². Почтовый индекс — 16010. Телефонный код — 010.
Покровителем населённого пункта считается святой San Rocco.

## Демография
Динамика населения:

## Администрация коммуны
- Официальный сайт: http://www.comune.serraricco.ge.it/